# 乌达肯达瓦拉·撒拉南卡拉
乌达肯达瓦拉·斯里·撒拉南卡拉·铁罗（1902年1月7日—1966年11月13日），锡兰比丘，革命家，独立运动领导人。

## 生平
1902年1月7日生，早年父母双亡。十几岁时皈依佛教，在加姆珀哈附近的寺庙出家为僧。1921年4月，年仅19岁的他恳求达摩波罗带他到印度传教。期间，他曾在桑蒂尼盖登学习孟加拉语。1930年曾短暂回国，后经由加尔各答前往吉大港，领导佛教信众进行反英国殖民运动。他考入了加尔各答大学城市学院，1931年底当选学生会主席。1932年3月，他被加尔各答警察拘留，被流放到贝纳拉斯近四年。1936年4月回到加尔各答，几周后被驱逐出境。
回国后，他加入了社会主义者组织，并用僧伽罗语写了一本关于社会主义的书。1935年参与创立兰卡平等社会党（1943年成为锡兰共产党）。第二次世界大战爆发后，他被指控煽动发动反对帝国主义的战争，被判入狱。1944年6月获释，投入到共产党的工作中，成为僧伽罗语月刊《新世界》主编。1948年锡兰独立后，担任锡兰工会联合会第一届主席。
1952年受邀访华，参加“五一”节观礼。期间曾亲自前往北京雍和宫，与喇嘛交流。同年出席了亚洲及太平洋区域和平会议，代表锡兰。
在得知英国圣诞岛进行核试验后，他曾在1957年4月宣布，志愿搭乘日本的抗议船去圣诞岛抗议英国氢弹试验。英国在知道这个消息后，把原来宣布在8月进行的试验提前在5月间进行了。虽然他没有实际去圣诞岛，但在年底荣获了1957年度的列宁和平奖。
1966年11月13日去世。